# Лозано, Моника
Моника Сесилия Лозано (англ. Monica Cecilia Lozano, род. 21 июля 1956, Лос-Анджелес, Калифорния, США) — американская предпринимательница, президент и руководитель фонда College Futures Foundation. Бывший президент и председатель совета директоров медиакомпании ImpreMedia, LLC. Бывший член Консультативного совета по экономическому восстановлению при президенте Бараке Обаме.

## Биография
Родилась 21 июля 1956 года в Лос-Анджелесе, штат Калифорния, США.
Лозано является одной из четырёх детей первого поколения американцев мексиканского происхождения — уроженца Техаса Игнасио Э. Лозано-младшего и Марты Наварро, родившейся в Аризоне. Её дед по отцовской линии, Игнасио Э. Лосано-старший, известный мексиканский журналист, родился на границе Мексики и Техаса. И в 1913 году основал газету La Prensa в Сан-Антонио, которая стала крупнейшим испаноязычным ежедневным изданием в США. В 1926 году дедушка Лозано с помощью жены основал газету La Opinión в Лос-Анджелесе.
В 1974 году Лозано окончила школу Санта-Каталина в Монтерее. Затем она изучала социологию и политологию в Орегонском университете. Находясь там, она заинтересовалась новой областью женских исследований и работала в феминистской газете Women’s Press из Юджина, штат Орегон. Покинув университет в 1976 году, Лозано путешествовала с другом по Мексике и Южной Америке. Затем она жила в Сан-Франциско, где она получила степень бакалавра в области технологий печати в Городском колледже Сан-Франциско.
Лозано 30 лет работала редактором, издателем и затем главным исполнительным директором крупнейшего испаноязычного издания в США — газеты La Opinión.
Затем она была избрана президентом и председателем совета директоров материнской медиакомпании ImpreMedia, издающей газету La Opinión и другие журналы, а также владеющей крупнейшими испаноязычными веб-сайтами.
С 2000 года Лозано входила в совет директоров компании The Walt Disney Company. Ранее она также была членом попечительского совета Калифорнийского университета и членом совета директоров частного благотворительного фонда Weingart Foundation.
С апреля 2006 года она является независимым директором Bank of America. А в марте 2016 года она была назначена в совет директоров компании Target.
С января 2021 года она является членом Совет директоров корпорации Apple.
Сегодня она является президентом и руководителем фонда College Futures Foundation, где она борется за расширение доступа к высшему образованию: вместе с благотворительными организациями, местными сообществами и правительствами штатов и муниципалитетов она стремится расширять возможности для учащихся с низким доходом и учащихся из различных этнических групп.